# Wotho
Wotho est un atoll des îles Marshall.
Wotho est composé de 13 îlots, formant un total de 4,33 km2, entourant un lagon de 94,92 km2, parmi lesquels :

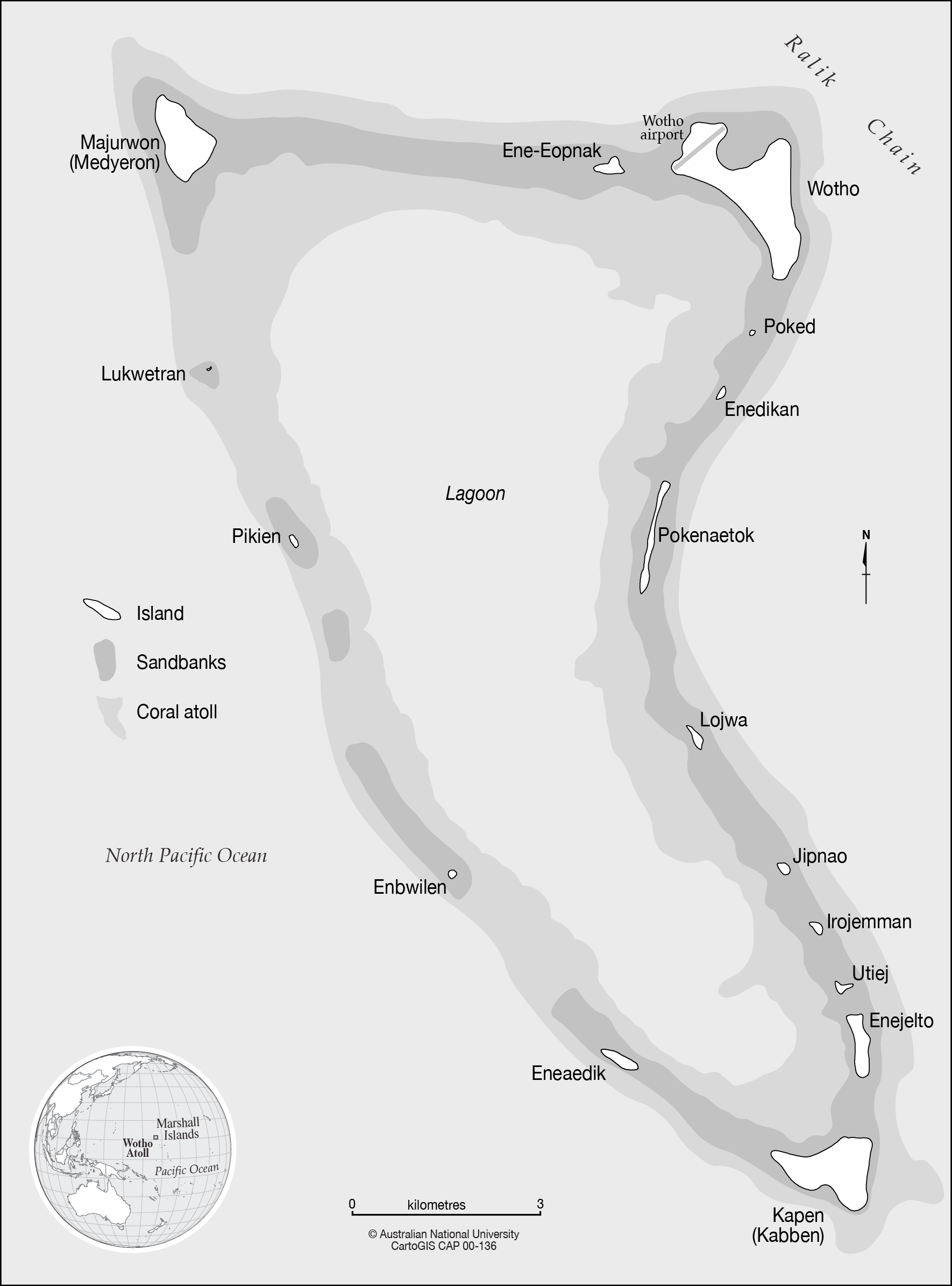
Carte de l'atoll Wotho

- Begin
- Boker
- Bwokwanaetok
- Eirek
- Erotjeman
- Jebenau
- Kabben
- Lojan
- Medyeron
- Mokeromok
- Ombelim
- Uditj
- Worrbar
- Wotho
- Yeldo

Il abritait 97 habitants en 2011. 

## Accès

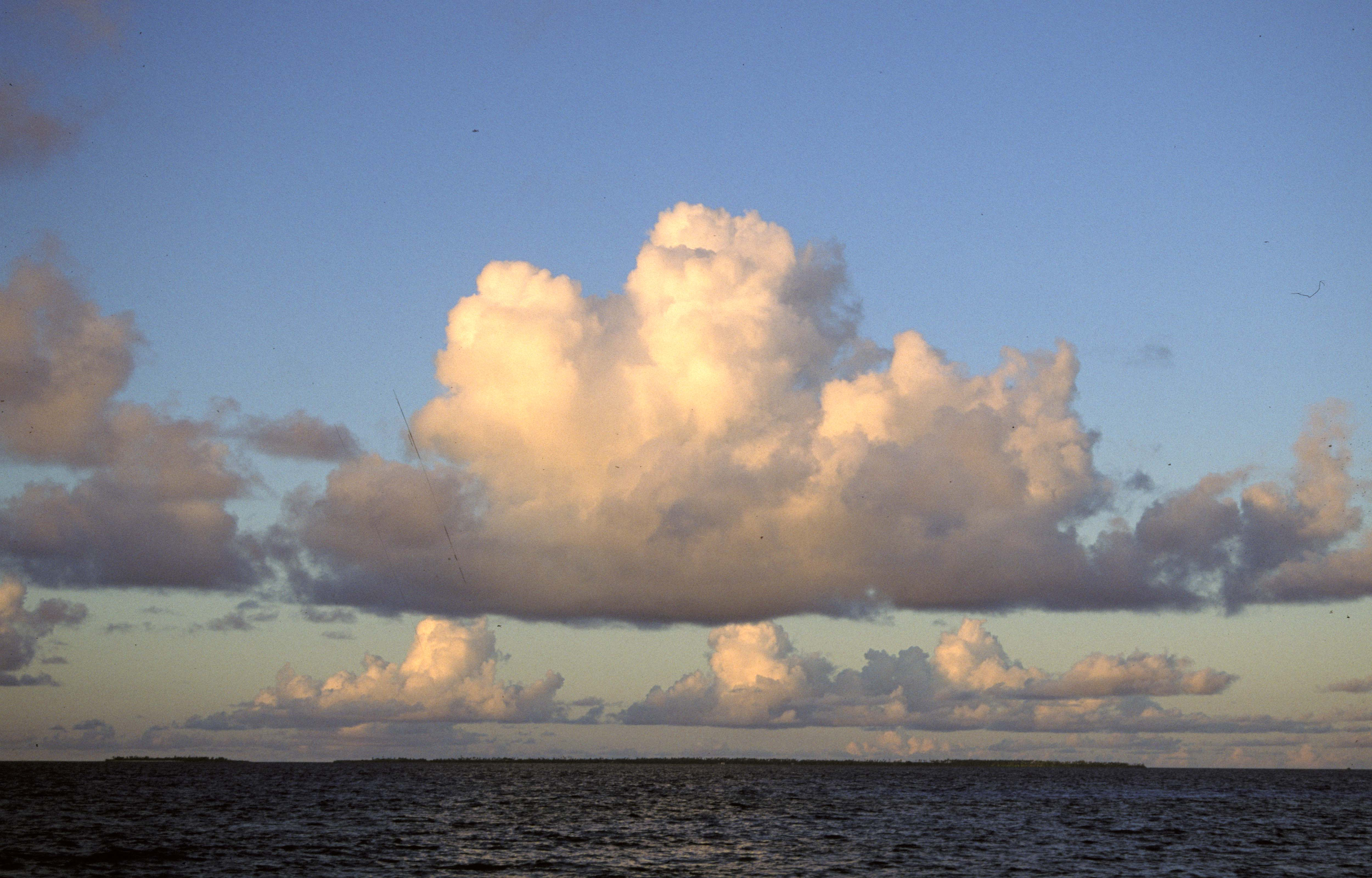
Coucher de soleil depuis Begin dans l'atoll de Wotho.

L'atoll possède un aéroport.